# Simit
Il simit (turco), traducibile in italiano come ciambella di sesamo è una pasta lievitata a forma di ciambella con semi di sesamo sulla crosta.

## Nomi

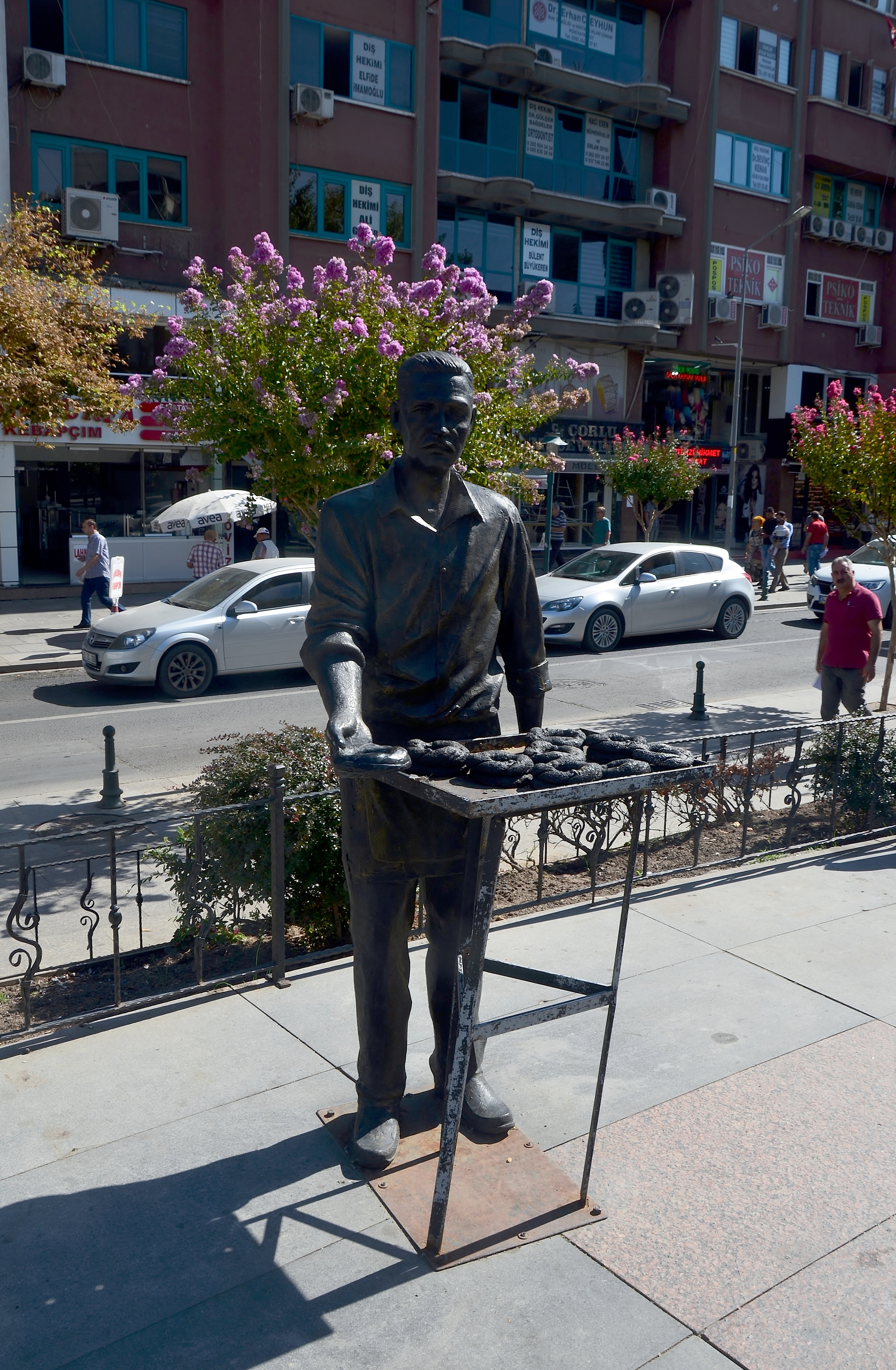
Statua del venditore di simit (bagel) a Çorlu, Tekirdağ, Turchia

La parola simit deriva dall'arabo samīd (سميد) "pane bianco" o "farina fine".
Altri nomi sono: in greco κουλούρι?, koulouri: dall'aramaico qeluro/qelora; in turco gevrek:  Nelle lingue slave meridionali: in Bulgaria gewrek (Геврек), in Macedonia del Nord gjevrek (Ѓеврек), mentre in Serbia si chiamano djevrek (Ђеврек). Il nome in armeno բոկեղ?, bokegh. In giudeo-spagnolo è noto come roskas turkas. In Romania, la ciambella è conosciuta come covrig, e viene prodotta nelle varianti, tra le altre, con sale o semi di papavero oppure dolci con ripieno di mela o ciliegia.

## Origini
Il Simit è stato inventato circa 500 anni fa nell'impero ottomano e da allora si è diffuso nei Balcani.  Fonti di archivio mostrano che il simit è stato prodotto a Istanbul dal 1525. Sulla base dei documenti giudiziari di Üsküdar (Şer’iyye Sicili) del 1593, il peso e il prezzo del simit furono standardizzati per la prima volta. Il viaggiatore del 17 ° secolo Evliya Çelebi scrisse che a Istanbul c'erano 70 panetterie di simit negli anni '30 del 1600. I dipinti a olio dei primi del XIX secolo di Jean Brindesi sulla vita quotidiana di Istanbul mostrano venditori di simit per le strade. Anche Warwick Goble fece un'illustrazione di questi venditori di simit di Istanbul nel 1906. Il Simit e le sue varianti sono diventati popolari in tutto l'impero ottomano.

## Preparazione
Gli ingredienti sono lievito, acqua, farina, burro, sale, sesamo, talvolta anche ararot (in inglese "arrow root", farina di Maranta arundinacea). L'impasto ricorda quello del bretzel.
L'impasto di pasta lievitata viene arrotolato in salsicce e con queste si formano delle ciambelle, le quali vengono immerse per mezzo minuto in acqua bollente, quindi rivoltate nel sesamo e infine cotte al forno. Una caratteristica importante è la crosta croccante screpolata con un morbido impasto interno. Le proprietà del Simit variano leggermente da regione a regione.

## Consumo e vendita

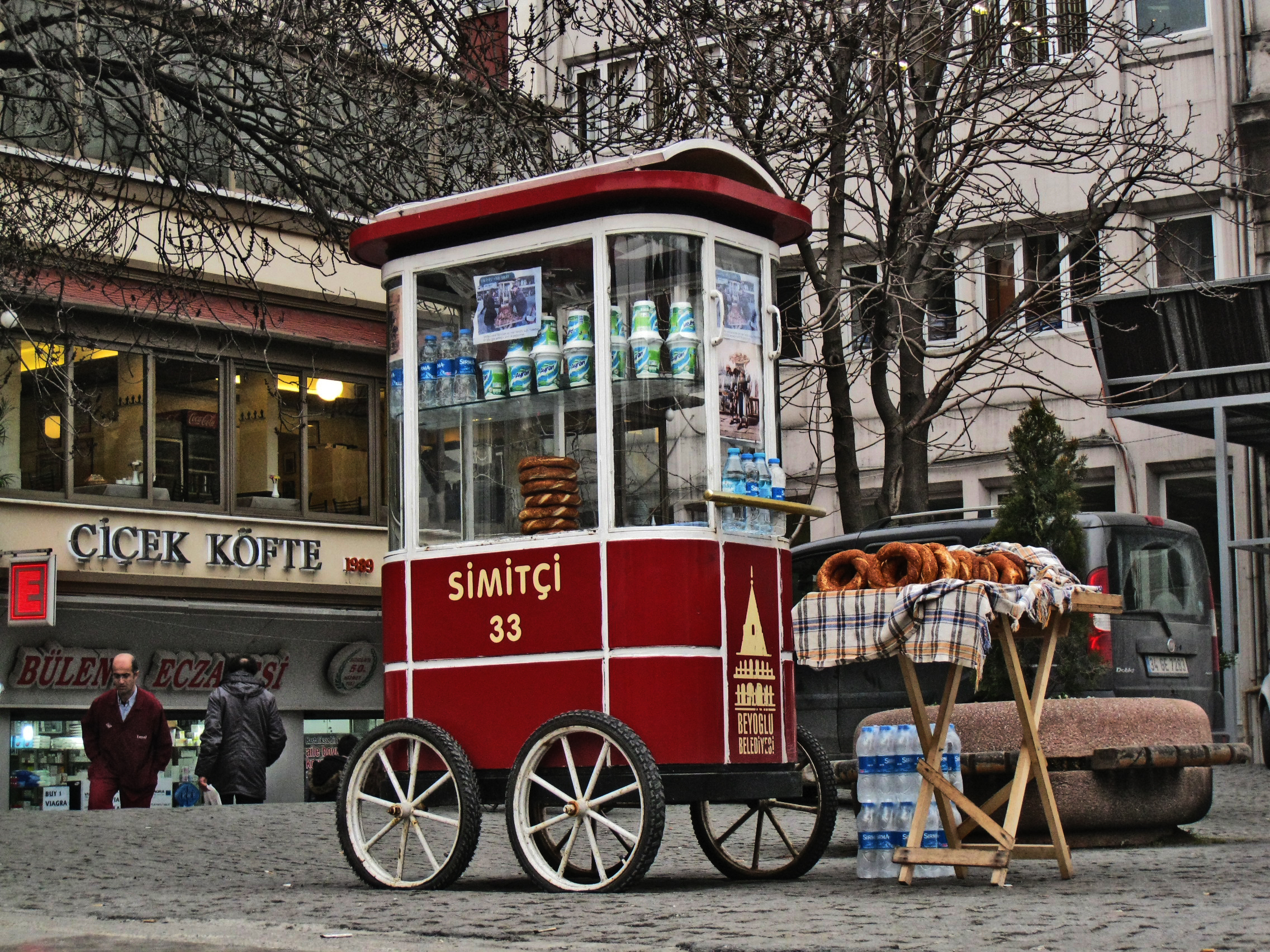
Un carrello simit a Istanbul.

Tradizionalmente, la ciambella viene consumata con tè nero, formaggio di pecora e olive. Si mangia in qualsiasi momento della giornata, a colazione con gelatina, marmellata o formaggio.

La sua freschezza è generalmente riconoscibile dalla quantità dell'offerta; meno Simit sono ancora in vendita, più sono vecchi. I simit in Turchia sono venduti da venditori ambulanti, che hanno un carrello simit o portano il simit in un vassoio in testa. I mercanti di strada pubblicizzano generalmente i simit come freschi ("Taze simit!"/"Taze gevrek!") poiché sono cotti tutto il giorno; altrimenti caldo ("Sıcak, sıcak!") ed estremamente caldo ("El yakıyor!" significa "Ti brucia la mano!") quando appena usciti dal forno. 
Il Simit è un simbolo importante per le persone della classe media e bassa della Turchia. A volte si chiama susam kebabı ("sesamo kebab").
In altre parti del Medio Oriente viene consumato con uova sode e/o duggah, che è una miscela di erbe usate come condimento, insieme con yogurt o latticello viene comunemente usato per la rottura del digiuno nelle moschee della Mecca e Medina.
In Armenia il Simit ("Bokegh" in armeno)  è un tradizionale pane natalizio.